# Großensiel
Großensiel ist ein Stadtteil der Gemeinde Nordenham im Landkreis Wesermarsch.

## Geschichte
Großensiel entwickelte sich im 18. Jahrhundert zum kleinen Vorhafen von Brake. Der Ausbau zur Hafensiedlung begann um 1800 mit dem Bau eines Gasthofes. Der Ort wurde erst 1855 durch eine feste Chaussee erschlossen. Vor allem Vieh wurde im 19. Jahrhundert von hier aus umgeschlagen.
Der Ort vergrößerte sich im Rahmen der Stadterweiterung in der Nachkriegszeit.

## Infrastruktur
Der Hafen Großensiel befindet sich am Weserufer südöstlich von Großensiel. Südlich von Großensiel entwässert das Abbehauser Sieltief in die Weser.
Bauwerke: Siehe auch Liste der Baudenkmale in Nordenham
- Ehem. Zollhaus Großensiel von 1855
- Das Wohnhaus Großensieler Straße 59 stammt wohl aus dem Anfang des 20. Jahrhunderts.